# Consumer Electronics Show
Consumer Electronics Show (CES) o Feria de Electrónica de Consumo es el evento anual celebrado en enero, realizado en el Centro de Convenciones de Las Vegas en Winchester, en el estado de Nevada (Estados Unidos).
También es conocido como International CES o Feria Internacional de Electrónica de Consumo.

## Visión general
La CES está patrocinada por la asociación Consumer Electronics Association. En esta feria se enseñan nuevos productos de electrónica que pueden, o no, aparecer para los consumidores, y se cierran contratos entre empresas del sector.

### Ubicación
El evento se realiza en el Centro de Convenciones de Las Vegas, se habilitan a su vez dentro del recinto diferentes avenidas o pasillos para cada especialidad de la muestra. El CES es considerado ahora una de las ferias de negocio del sector más importantes, principalmente desde la cancelación del COMDEX.

## Historia

### 1967
El primer evento del CES se celebró en junio de 1967 en la ciudad de Nueva York.

### 1978 a 1994
Desde 1978 hasta 1994 el evento se celebraba dos veces al año, uno en enero en Las Vegas y era conocido como Winter Consumer Electronics Show (WCES), o CES de invierno; y el otro en junio en la ciudad de Chicago, y se conocía como Summer Consumer Electronics Show (SCES), o CES de verano. En 1994, de forma excepcional, el show se hizo en México, en el World Trade Center Ciudad de México, luego regresó a Estados Unidos.

### 1995
A partir del año 1995 la feria pasó a celebrarse una vez cada año, en la ciudad de Las Vegas. Siendo una de las mayores ferias que se celebra en la ciudad, junto con la Conexpo-Con/Agg. Se emplean 18 días para prepararla, celebrarla y desmontarla.

## Visión detallada

### CES 2005
Fecha del evento: 6 de enero al 9 de enero de 2005.
El evento comenzó con un giro cuando el principal discurso de apertura, ofrecido por Bill Gates (propietario de Microsoft) decepcionó al público cuando un producto que se estaba presentando falló, para diversión de los curiosos.
Samsung enseñó una televisión de plasma de 102 pulgadas.
Zimiti Ltd (renombrada como Boardbug Ltd en 2007) ganó el premio a la mejor innovación en el campo de la Electrónica Personal. Hasta el momento es la única empresa británica en ganarlo.

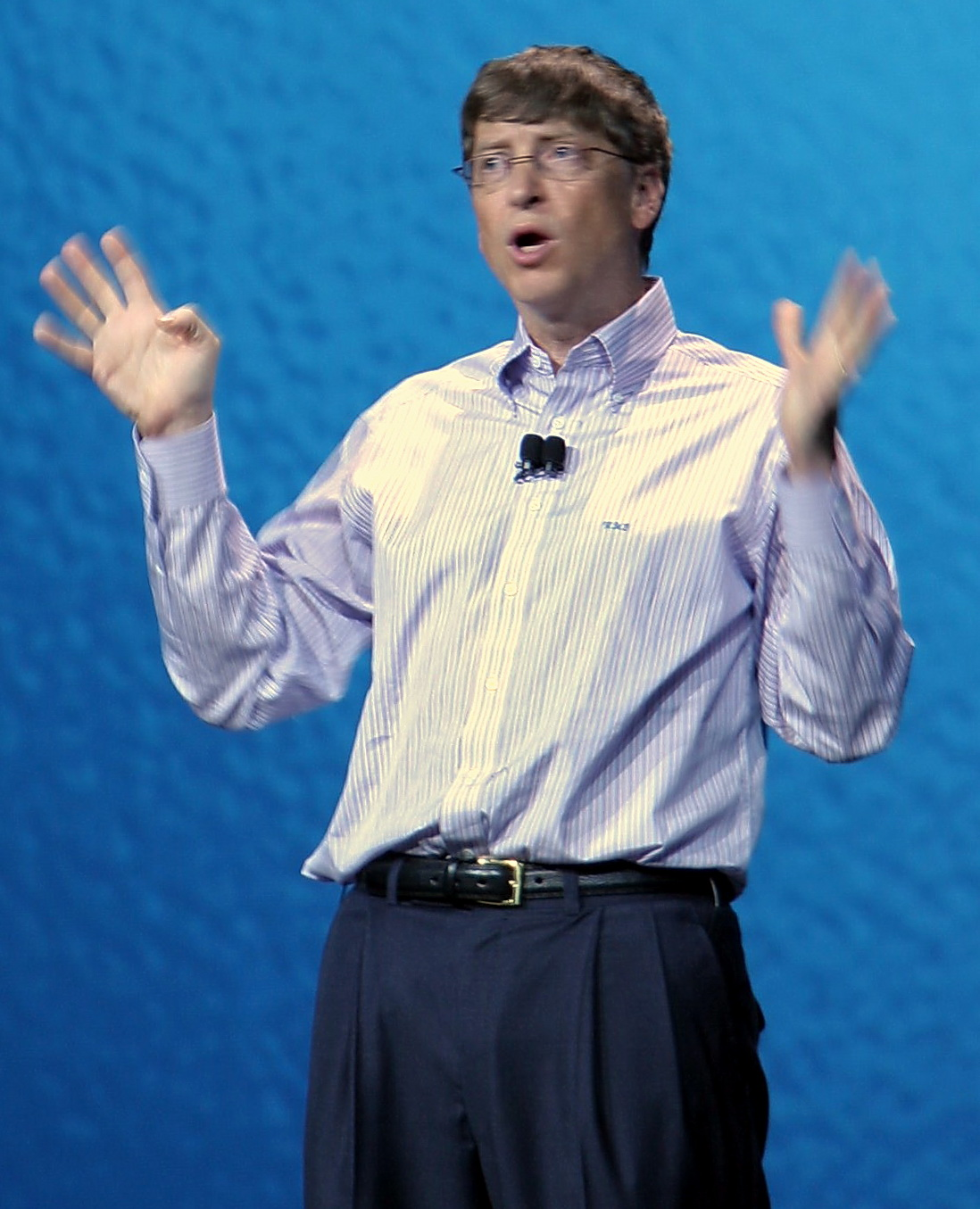
Bill Gates en el CES, 4 de enero de 2006.

### CES 2006
Fecha del evento: 5 de enero al 8 de enero de 2006.
La feria se llevó a cabo en los siguientes lugares: El Centro de convenciones de Las Vegas, el Sands Convention Center, el Alexis Park Hotel y el hotel Las Vegas Hilton. El HDTV fue el tema central del discurso de Bill Gates además del de muchos de los otros discursos. La guerra de formatos entre el HD DVD y el Blu-ray estaba presente además con la salida de las primeras películas en formato de alta definición y con la salida de los primeros reproductores compatibles con este sistema de visualización, también presentados en el show. Philips presentó el prototipo de dispositivo enrollable en el que su pantalla podía mantener una imagen durante varios meses sin electricidad. La asistencia se estimó en 150 000 personas en los 155.310 m² habilitados para su uso, siendo así la mayor feria de productos electrónicos de los EE. UU.

### CES 2007
Fecha del evento: 8 de enero al 14 de enero de 2007.
En un cambio respecto a la reciente tradición el evento del CES del año 2007 no comenzó en jueves ni en fin de semana. Las avenidas o pasillos cambiaron significativamente con el cambio del sonido de alta definición y la exposición del cine en casa desde el Alexis Park Venue a The Venetian (Las Vegas). Las restantes avenidas fueron las mismas que los años anteriores: el Centro de convenciones de Las Vegas fue el centro de los eventos, con los adyacentes Las Vegas Hilton, y el Sands Expo and Convention Center celebrando eventos satélite.
La localización para las principales conferencias fue otra de las principales novedades del 2007. De utilizar el principal salón de conferencias del Hilton Las Vegas pasaron a situar dichas charlas en el salón de bailes del Venetian. Bill Gates, cofundador de Microsoft, dio su novena conferencia anterior al show el domingo a la noche. La conferencia de apertura fue presentada por Gary Shapiro (Presidente y CEO de Consumer Electronics Association, quienes organizan el evento), con Ed Zander, propietario y CEO de Motorola. Otras conferencias incluyeron a Robert Iger de The Walt Disney Company, Michael Dell, fundador de Dell, y Leslie Moonves de la cadena CBS.
Para finalizar, las presentaciones de las personas de la industria se movieron al Hilton Las Vegas, donde contribuyeron desde Olli-Pekka Kallasvuo, CEO de Nokia hasta John Chambers, CEO de Cisco.
En la sección de videojuegos se enseñaron dos nuevos juegos para Windows Vista y DirectX 10: Age of Conan y Crysis.

### CES 2008
Fecha del evento: 7 de enero al 10 de enero de 2008.
Bill Gates de Microsoft dio su última conferencia. Se han hecho 23 ediciones hasta el día de hoy.

### CES 2009
Fecha del evento: 8 de enero al 11 de enero de 2009.
Se anunció que se habilitaría la descarga de Windows 7 beta y también que varios productos de su gama "Essentials" serían lanzados en su versión final.

### CES 2010
Fecha del evento: 7 de enero al 10 de enero de 2010
Participáron más de 120 000 expositores.
Hubo una demostración y un enlace a la beta del Videojuego Lego Universe.

### CES 2011
Fecha del evento: 6 de enero al 9 de enero de 2011.
Novedades
- Tableta PC Motorola Xoom
- Notebook Alienware M17x
- ultraportátil Samsung 9 Series
- Teléfono inteligente Motorola Atrix 4G
- software Splashtop remote para Android
- Cámara de video Sony HDR-TD10 3D
- Disco Duro Seagate The Thinnest Goflex USB 3.0 (dispositivo de almacenamiento)
- Plantronics Voyager PRO UC Versión 2 (accesorio)
- Parrot Asteroid Card Receiver (tecnología para automóviles)
- Monsoon Vulkano Flow (entretenimiento para el hogar)
- Televisión inteligente

### CES 2012
Fecha del evento: 10 de enero al 13 de enero de 2012.
Microsoft anunció oficialmente que el CES 2012 sería la última presentación de la empresa en este tipo de eventos. Canonical, en contraste, presentó Ubuntu TV.
Los organizadores del evento afirmaron que 153.000 personas asistieron a la feria de 2012, un aumento del 2 % respecto al año anterior y un nuevo tiempo récord de asistencia.
Intel fue sorprendido falsificando una demostración de sus nuevos procesadores Ivy Bridge
AMD demostrado su nueva Trinity APUs.
La empresa venezolana Síragon, fue galardonada con la distinción en diseño innovador y de ingeniería por su equipo todo en uno, que fue creado en alianza estratégica con la casa de diseño BMW Designworks USA.

### CES 2013
Fecha del evento: 8 de enero al 11 de enero de 2013.
Ubicación: Las Vegas Convention Center, Las Vegas, estado de Nevada (Estados Unidos).
Más de 3000 expositores mostraron una amplia gama de productos innovadores de este año. Este año, las categorías incluyeron televisores con resolución 4K y curvados, Accesorios de Audio, Electrónica, Automotriz, Tecnología, dispositivos inalámbricos y accesorios inalámbricos y mucho más. 
Novedades
- Samsung presenta varios televisores nuevos.
- Intel revela procesador ATOM para los mercados integrados.
- Panasonic anuncia una amplia gama de televisores inteligentes. Smart Viera de Panasonic, televisores de alta definición alineación incluye 16 plasmas y 16 led.
- Razer anuncia Razer Edge tablet PC.
- Nvidia anuncia Android handheld.
- Research In Motion exhibe 10 Blackberry teléfono de pantalla táctil.
- Sony anunció el Sony Xperia Z y varios de esa misma línea de teléfonos inteligentes de gama alta, y Samsung anunció el Galaxy S II, más avanzado que su predecesor, el Samsung Galaxy S.

### CES 2014
El CES se realizó en Las Vegas desde el 7 de enero al 10 de enero de 2014, donde fue presentado el primer prototipo de smartphone con Li-Fi.

### CES 2015
La Feria Internacional de Electrónica de Consumo 2015 se realizó del 6 al 9 de enero de 2015 en Las Vegas.

### CES 2016
Entre el 6 y el 9 de enero de 2016 se celebró en Las Vegas el CES 2016.  A continuación se presentan algunos de las innovaciones que la BBC destacó:
- LG presentó una pantalla de alta definición completamente flexible
- Samsung presentó su última nevera inteligente
- Ford presentó su alianza con Amazon para el desarrollo de automóviles inteligentes

### CES 2017
Fecha del evento: del 5 al 8 de enero de 2017
50 aniversario de la primera edición.
Con más de 3000 expositores, España tuvo la representación de Soundeluxe, Momit y Ontech.

### CES 2018
Fecha del evento: del 9 al 12 de enero de 2018
La BBC destaca los siguientes campos de desarrollo tecnológico:
- Inteligencia artificial
- Salud
- Casa inteligente
- Televisores
- Transporte
- Drones
- Realidad aumentada y virtual, etc.

### CES 2019
Fecha del evento: del 8 al 11 de enero

### CES 2020
Fecha del evento: del 7 de enero al 10 de enero
La feria contó con más de 6000 expositores.

### CES 2021
CES 2021 fue un show completamente digital debido a la pandemia de la COVID-19.

### CES 2022
Fecha del evento: del 5 de enero al 7 de enero
En el 2022, la CES volvió a ser presencial, si bien el número de participantes se vio mermado.  Empresas como Meta, Google y Amazon no participaron. En esta edición, se pudo intuir las tendencias tecnológicas más importantes del momento, entre las que se encuentran el 5G, el metaverso o la inteligencia artificial.

## Lista de tecnologías y productos
Resumen de tecnologías y productos electrónicos, que han tenido o tendrán gran importancia.
- 1970: Videograbadora (VCR)
- 1974: Reproductor Laserdisc
- 1975: Pong consola para el hogar de Atari
- 1981: Reproductor de Compact Disc (CD)
- 1981: Videocámara
- 1982: Commodore 64
- 1984: Commodore Amiga
- 1985: Nintendo Entertainment System (NES)
- 1991: CD-i
- 1995: Virtual Boy
- 1996: DVD
- 1998: Televisión de alta definición o high-definition television (HDTV)
- 1999: Grabador de Vídeo Personal (DVR)
- 2001: Microsoft Xbox
- 2005: Reproductor de HDTV y DVD
- 2007: Lector dual de Blu-ray y HD DVD
- 2013: Ultraalta definición o ultra-high definition television
- 2020: PlayStation 5 (PS5)